# 대구 동구청장 선거
대구 동구청장 선거는 대구광역시 동구의 구청장을 선출하는 선거이다.

## 역대 민선 동구청장
| 선거   | 정당 | 정당         | 구청장 |
| ------ | ---- | ------------ | ------ |
| 1995년 |      | 자유민주연합 | 오기환 |
| 1998년 |      | 한나라당     | 임대윤 |
| 2002년 |      | 한나라당     | 임대윤 |
| 2004년 |      | 한나라당     | 이훈   |
| 2006년 |      | 한나라당     | 이재만 |
| 2010년 |      | 한나라당     | 이재만 |
| 2014년 |      | 새누리당     | 강대식 |
| 2018년 |      | 자유한국당   | 배기철 |
| 2022년 |      | 국민의힘     | 윤석준 |

## 역대 선거 결과

### 제1회 전국동시지방선거
|  | 29.20% |

|  | 26.79% |

|  | 26.33% |

|  | 17.66% |

### 제2회 전국동시지방선거
|  | 56.32% |

|  | 34.57% |

|  | 9.10% |

### 제3회 전국동시지방선거
|  | 71.82% |

|  | 19.32% |

|  | 8.85% |

### 2004년 대한민국 재보궐선거
임대윤 구청장의 사임으로 인해 치러진 2004년 대한민국 재보궐선거에서 한나라당 이훈 후보가 당선되었다.

### 제4회 전국동시지방선거
|  | 80.42% |

|  | 19.57% |

### 제5회 전국동시지방선거
|  | 74.09% |

|  | 25.90% |

### 제6회 전국동시지방선거
|  | 79.39% |

|  | 20.60% |

### 제7회 전국동시지방선거
|  | 37.38% |

|  | 33.01% |

|  | 25.78% |

|  | 2.12% |

|  | 1.69% |

### 제8회 전국동시지방선거
|  | 77.54% |

|  | 22.45% |